# 룽손
룽손(Loongson, 중국어: 龙芯)은 범용, MIPS 아키텍처 호환, 이후 사내 룽아크(LoongArch) 아키텍처 마이크로프로세서 제품군의 이름이다. 이를 개발하는 중국 팹리스 회사 룽손 테크놀로지(Loongson Technology)의 이름이다. 프로세서는 학문적 이름으로 설명되는 갓슨(Godson) 프로세서라고도 한다.

## 같이 보기
- 863 계획
- Sunway SW26010